# Ambrogio Pelagalli
Ambrogio Pelagalli (Pieve Porto Morone, 1940. február 15. – 2024. március 25.) olasz labdarúgó, hátvéd, középpályás, olimpikon.

## Pályafutása

### Klubcsapatban
1959–60-ban az AC Milan, 1960–61-ben az Atalanta, 1961 és 1966 között ismét az AC Milan, 1966–67-ben újra az Atalanta, 1967–68-ban az AS Roma, 1968 és 1970 között az Atalanta labdarúgója volt. 1970 és 1973 között a Taranto, 1973–74-ben a Piacenza játékosa volt. 1974–75-ben a Meda csapatában fejezte be az aktív játékot.
A Milannal egy olasz bajnoki címet szerzett és tagja volt az 1962-63-as idényben BEK-győztes csapatnak.

### A válogatottban
1959–60-ban nyolc alkalommal szerepelt az olasz U21-es válogatottban. Tagja volt 1960-as római olimpián részt vevő válogatottnak, amellyel negyedik helyezést ért el, de mérkőzésen nem szerepelt.

## Sikerei, díjai
Olaszország
- Olimpiai játékok
  - 4.: 1960, Róma

 AC Milan
- Olasz bajnokság (Serie A)
  - bajnok: 1961–62
- Bajnokcsapatok Európa-kupája (BEK)
  - győztes: 1962–63